# Atrina maura
Atrina maura ist eine Muschel-Art aus der Familie der Steckmuscheln (Pinnidae). Sie kommt im ostpazifischen Küstengebiet von Niederkalifornien bis Peru vor.

## Merkmale
Das gleichklappige, etwas abgeflachte Gehäuse ist im Umriss länglich-dreieckig oder fächerförmig. Es wird bis zu 60 cm lang. Allerdings sind die Exemplare aus Peru signifikant größer als die Exemplare von Niederkalifornien, die nur etwa 22,5 cm lang werden. Das Gehäuse ist vergleichsweise breit im Verhältnis zur Länge; der Längen-/Breiten-Index beträgt etwa 1,8. Der Dorsalrand ist gerade bis leicht konkav gewölbt. Der Ventralrand ist am Vorderende gerade bis leicht konkav gewölbt, zum Hinterende hin ist er konvex gewölbt. Die Perlmuttschicht reicht bis zu drei Viertel an das Hinterende heran. Der vordere Schließmuskel ist klein und rundlich und sitzt fast direkt am Vorderende. Der hintere Schließmuskel ist länglich-rundlich und sitzt deutlich innerhalb der Perlmutterschicht (oberes Ende bei etwa zwei Drittel).
Auf der Oberfläche sitzen 8 bis 20 (oder 9 bis 16 nach Coan et al.) weit auseinander stehende radiale Rippen, von denen die meisten mit nach hinten zeigenden und offenen, röhrenförmigen Dornen besetzt sind. Auf dem ventralen Gehäusefeld fehlen die Längsrippen; es sind nur randparallele, etwas unregelmäßige grobe Anwachsstreifen oder -wülste vorhanden. Juvenile Exemplare haben weniger Rippen. Neue Rippen werden zwischen den primären Rippen eingeschaltet. Juvenile Gehäuse haben dünne, zerbrechliche Schalen, die durchscheinend sind. Die Farbe variiert von Hellbraun zu Dunkelbraun bis fast Schwarz. 

### Ähnliche Arten
Atrina maura hat 9 bis 16 Rippen mit röhrenförmigen Stacheln, Atrina texta dagegen ca. 30 sehr feine, weit auseinander stehende, gezähnelte Rippen. Atrina oldroydii hat dagegen nur schwache Rippen mit schwachen randparallelen Streifen.

## Geographische Verbreitung und Lebensraum
Das Verbreitungsgebiet von Atrina maura reicht von Niederkalifornien (ab 24,6° N) über den Golf von Kalifornien (bis 31,4° N), Panama (7° N, Typlokalität) bis nach Peru (7° S).
Die Tiere stecken senkrecht mit dem Vorderende voraus und mit Byssus angeheftet in schlammigen, siltigen und sandigen Sedimenten vom Gezeitenbereich bis in etwa 25 Meter Wassertiefe. Atrina maura kommt auch in der Mangrove vor.
Die Art ist wahrscheinlich nicht getrenntgeschlechtlich wie andere Arten der Steckmuscheln, sondern ein protandrischer Hermaphrodit.

## Taxonomie
Die Art wurde 1835 von George Brettingham Sowerby I in der ursprünglichen Kombination Pinna maura aufgestellt. Sie wird heute (2016) allgemein akzeptiert in die Gattung Atrina gestellt. Peter Schultz und Markus Huber stellen in die Untergattung Servatrina Iredale, 1939, die Untergattungsgliederung von Atrina ist jedoch nicht allgemein anerkannt.

## Belege